# Ewoci
Ewoci jsou fiktivní rasa malých dvounohých stvoření, která se objevují ve vesmíru Star Wars. Jsou to lovci a sběrači, kteří připomínají medvídky a kteří žijí na zalesněném měsíci planety Endor v různých chatrčích a jiných jednoduchých přístřešcích. Poprvé se objevili v roce 1983 ve filmu Star wars: Epizoda VI – Návrat Jediů a pak ještě ve dvou televizních filmech, Caravan of Courage: An Ewok Adventure (1984) a Bitva o planetu Endor (1985) a taky v krátké animované sérii a několika knížkách a hrách.

## Koncept a tvorba
George Lucas vytvořil Ewoky protože chtěl mít v Návratu Jediů kmen primitivních stvoření, která jsou schopna přemoct technologicky vyspělejší Impérium. Původně uvažoval nad tím, že by se scény odehrávaly na domovské planetě Wookiů, ale jak postupovaly práce na tvorbě série, z Wookiů se stala technologicky vyspělá rasa. Lucas proto vytvořil novou rasu a tak, jak byli Wookiové vysocí, tak udělal Ewoky malé. Inspiraci pro vítězství Ewoků nad Galaktickým impériem čerpal v gerilách Viet Congu, kterým se povedlo ohrožovat americké vojáky během Vietnamské války. Jsou pojmenovaní podle Miwoků, domorodého amerického kmene žijícího v Redwoodském lese, ve kterém se natáčely scény z planety Endor pro film Návrat Jediů, a které jsou nedaleko ranče Luka Skywalkera v San Rafaelu. Ve filmu sice nezazní slovo "Ewok", ale objevuje se jak ve scénáři tak v závěrečných titulcích.
Ewoci byli navrženi maskérem Stuartem Freebornem podle jedné rasy psů - Griffon Bruxellois - protože Lucas zrovna vlastnil takového psa. Ve filmu jsou Ewoci vyobrazeni jako podsadití, moudří dvounožci, kteří měří kolem jednoho metru. Mají ploché tváře, jsou zcela pokrytí srstí a oči mají jak dva velké klenoty. Liší se od sebe zabarvením srsti a očí, vše v odstínech hnědé, bílé, šedé, zlaté a černé. I přes svou malou výšku jsou Ewoci velmi silní; v dramatické bitevní scéně v Návrat Jadiů, se ukazuje, že jsou schopni fyzicky převyšovat a dokonce jednou i zahazují Imperiální Stormtroopery, i když se takto se neprojevovali během zbytku filmu. Ewoci žijí vysoko v korunách stromů na svém domovském měsíci, ve vesnicích, které jsou vybudovány na plošinách mezi blízko stojícími stromy.
Jazyk Ewoků vytvořil zvukař Ben Burtt pro film Návrat Jediů. V komentáři k DVD Návrat Jediů Burtt vysvětluje, že jazyk je založený na Kalmyčtině, což je jazyk Kalmyků z Ruska. Burtt zaslechl tento jazyk v dokumentárním filmu a hned se zalíbil, protože zněl velmi cize, pro někoho ze západu. Po určitém hledání se mu povedlo najít 80letou uprchlici z Kalmyku. Burtt si ji nahrával, když mu vyprávěla lidové příběhy ve svém rodném jazyce, a z toho pak vnikl základ pro jazyk Ewoků, který namluvili rozdílní herci tak, že se snažili imitovat její mluvu různými způsoby. Pro scénu, kde mluví C-3PO s Ewoky, spolupracoval herec Anthony Daniels s Burttem a společně pak vymysleli slova, na základě nahrávek Kalmyčtiny.

## Výskyt

### Návrat Jediů

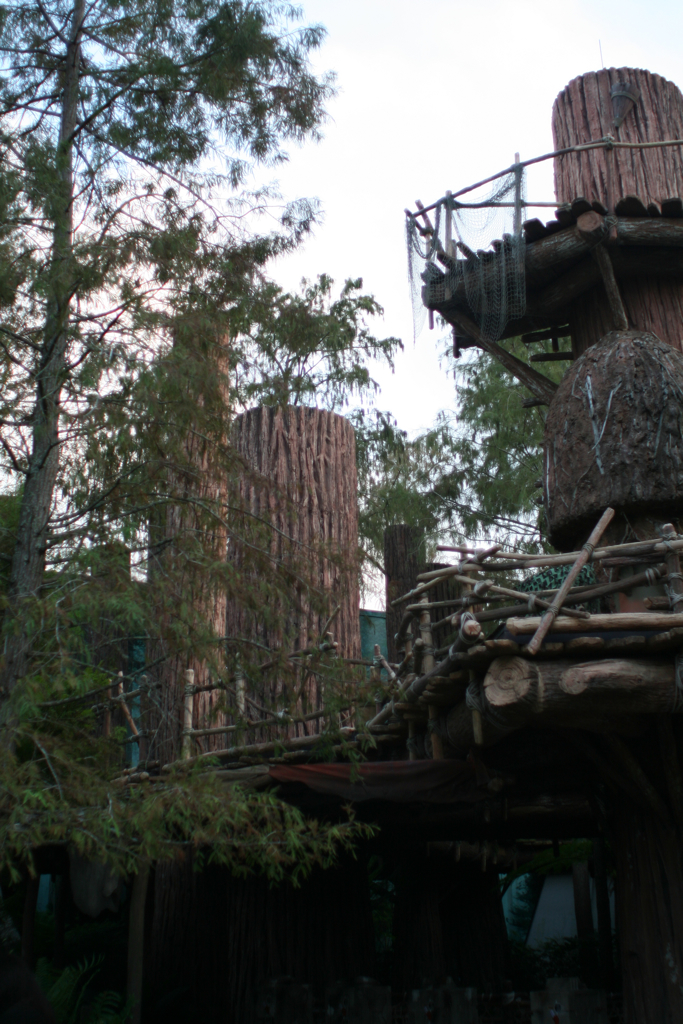
Vesnice Ewoků, Star Tours: The Adventures Continue ve Walt Disney World Resortu na Floridě

Ewoci hrají důležitou roli v závěru původní trilogie Star wars. Když Impérium začíná s operacemi na měsíci planety Endor, tak zcela ignoruje primitivní Ewoky. Princezna Leia, členka úderného týmu rebelů, se seznámí s Ewokem Wicket W. Warrickem, průzkumníkem, který ji představí dalším Ewokům. Ewoci zajmou Hana Sola, Žvejkala, Luka a droidy do pasti a vezmou je do vesnice. Protože Ewoci jsou masožravá rasa, která považuje lidské maso za pochoutku, začnou připravovat ohně, aby mohli sníst Hana, Luka a Žvejkala a získali tak jejich sílu.
Ewoci uctívají protokolárního droida C-3PO - myslí si, že je to bůh, díky jeho zářícímu zlatému povrchu a později díky ukázce svých nadpřirozených schopností, které zprostředkuje Luke Skywalker s použitím Síly. C-3PO povypráví radě starších o dobrodružství rebelských hrdinů Skywalkerovi, Princezně Leie a Hanu Solovi. Ewoci přijmou Rebely do svého kmene a připojí se k nim. V pozemní bitvě jim pak pomůžou zničit Imperiální generátor štítů a jejich primitivní zbraně zasypou Imperiální Stormtroopery a AT-ST stroje Impéria. Tato jejich pomoc významně přispěje k výhře v bitvě o Endor. Později večer jsou pak Ewoci zobrazeni při velké oslavě.
Slovo ewok není použito nikde ve filmu ani jím nejsou označení žádní jedinci s výjimkou závěrečných titulků, kde jsou jména důležitějších osob (Wicket, Paploo, Teebo, Logray a Chirpa), zatímco ostatní jsou označeni jen jako Ewoci, v samostatné skupině. 

### Po Návratu Jediů
Po vydání Návratu Jediů hráli Ewoci ještě ve dvou televizních filmech a v obou zopakoval Warwick Davis svou roli Wicketa z Návratu Jediů. První film vydaný v listopadu 1984 byl Caravan of Courage: An Ewok Adventure, o rok později následován filmem Bitva o planetu Endor.  Ewoci taky vystupovali v obrázkové sérii na ABC, známou prostě jako Ewoci.